# 袴谷憲昭
袴谷 憲昭（はかまや のりあき、1943年12月25日 - ）は、日本の仏教学者。インド仏教・チベット仏教を専門とする。元駒澤大学教授。

## 経歴
1943年、北海道生まれ。北海道根室高等学校を卒業。1966年、駒澤大学仏教学部を卒業。1972年に東京大学大学院印度哲学博士課程を満期退学し、駒澤大学仏教学部助手となった。
1975年より駒澤大学仏教学部講師、1979年より助教授、1985年より教授。1994から2006年まで、駒沢短期大学教授も兼任した。駒澤大学在任中の1981～82年には、ウィスコンシン大学客員教授。2011年に依願退職した。

## 受賞歴
- 1978年 日本印度学仏教学会賞[3]
- 1980年 日本学士院賞「阿毘達磨倶舎論索引」(共同研究)

## 研究内容・業績
- インド仏教・チベット仏教を専門とする。
- 中沢新一、天皇制、原発などの批判者である[4][5]。

## 著書
- 『批判仏教』大蔵出版 1990
- 『本覚思想批判』大蔵出版 1990
- 『道元と仏教 十二巻本『正法眼蔵』の道元』大蔵出版 1992
- 『唯識の解釈学 『解深密経』を読む』春秋社 1994
- 『法然と明恵 日本仏教思想史序説』大蔵出版 1998
- 『唯識思想論考』大蔵出版 2001
- 『仏教教団史論』大蔵出版 2002
- 『仏教入門』大蔵出版 2004
- 『日本仏教文化史』大蔵出版 2005
- 『唯識文献研究』大蔵出版 2008
- 『仏教文献研究』大蔵出版 2013

### 共著など
- 『人物中国の仏教　玄奘』桑山正進共著 大蔵出版 1981
- 『新国訳大蔵経 瑜伽・唯識部 12 大乗荘厳経論』荒井裕明共校注 大蔵出版 1993

## 論文
- Cinii